# Alois Grasmayr
Alois Grasmayr (* 28. März 1876 in Ried im Innkreis; † 11. März 1955 in Salzburg) war ein österreichischer Lehrer, Hotelier und Schriftsteller.

## Leben
Grasmayr wurde als Sohn eines Kleinbauern in Hohenzell bei Ried im Innkreis geboren. Nach dem Besuch der Lehrerbildungsanstalt Salzburg war er hier als Lehrer, später auch im Pongau, im Innviertel und im steirischen Hochgebirge tätig. Grasmayr unternahm ausgedehnte Wanderungen und Fahrradreisen nach Italien und Skandinavien. Durch seine literarische und künstlerische Tätigkeit schloss er Bekanntschaft mit bedeutenden Literaten und Künstlern, u. a. Peter Rosegger, Gustav Frenssen oder Hermann Bahr.
1914 heiratete er Magda Mautner von Markhof (* 14. April 1881; † 22. August 1944) aus der Wiener Großindustriellenfamilie Mautner Markhof und kam so zu einem beträchtlichen Vermögen. Er hatte vier Söhne. Der älteste Sohn Klaus (Dr. phil., 1914–1998) wurde der alleinige Erbe, denn seine Brüder Gottfried (1918–1943) und Peter (Dr. jur.,1916–1944) fielen im Zweiten Weltkrieg. Der jüngste Sohn Christoph, der 1923 geboren wurde, starb bereits 1924. Die Tochter Hilde des Klaus übernahm die Leitung des Hotels Stein und deren Söhne betreiben das Café Steinterrasse.
Seine Hochzeitsreise führte ihn nach Ägypten und in den Sudan. 1914/15 kaufte er in Salzburg das „Hotel Stein“ und das „Hotel Bristol“. Später noch die „Blaue Gans“ und das „Sternbräu“. Auf dem Mönchsberg 18 kaufte er in Salzburg 1915 ein weiteres Haus, das sich auszeichnete durch einen siebenstöckigen Turm mit drehbarer gläserner Weltkugel. In diesem Haus, der sog. Grasmayr-Villa, trafen sich u. a. Richard Billinger, Felix Braun, Stefan Zweig oder Rudolf Pannwitz. Eine lebenslange Freundschaft verband ihn mit Ludwig Praehauser.

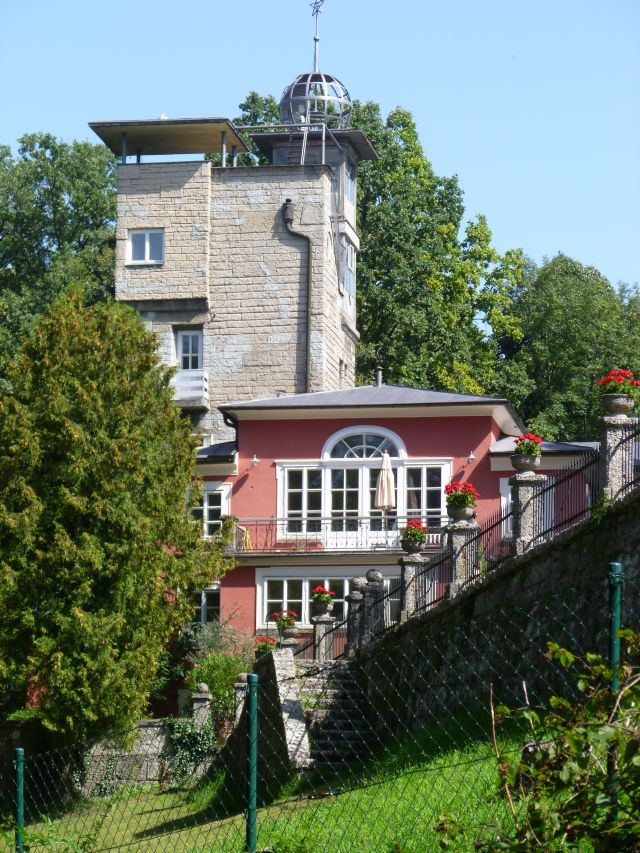
Grasmayr-Villa in Salzburg auf dem Mönchsberg

Um der drohenden Geldentwertung zu entkommen, kauften Aloys und Magda Grasmayr in Salzburg die Hotels Bristol, Stein und Blaue Gans, den Gasthof Sternbräu, die Villa Grasmayr auf dem Mönchsberg sowie ein Landgut in Elsbethen. Gegen den Widerstand der Baubehörde stockte er 1924 das Hotel Stein um ein Stockwerk auf und schuf damit das Café Steinterrasse (Steinsitz-Bar) mit seinem bekannten Ausblick auf Salzburg.
In der Zwischenkriegszeit führten ihn Reisen in die Vereinigten Staaten zum Studium des US-amerikanischen Schul- und Hochschulwesens. Während des Zweiten Weltkriegs war der überzeugte Pazifist wegen „Wehrkraftzersetzung“ inhaftiert. Seine Hotels musste er wegen finanzieller Schwierigkeiten, ausgelöst durch die 1933 verhängte 1000-Mark-Sperre, verkaufen; die Villa auf dem Mönchsberg blieb der Familie erhalten.
Grasmayer verfasste zahlreiche Aufsätze über seine Reisen, philosophische Abhandlungen, die ihn als Mythenforscher auswiesen, und vor allem einen Kommentar zu Goethes Faust („Faustfibel“), der aber im Zweiten Weltkrieg verloren ging. In Salzburger Mundart schrieb er neben Volksstücken und Erzählungen auch sein wichtigstes Werk „Das Faustbüchl“. Teilweise schrieb er unter dem Pseudonym Christoph Wegbauer.
Alois Grasmayer lebte später mit der verwitweten Irmgard von Hebra zusammen, die er im Januar 1949 heiratete. Er starb überraschend während eines Frühstücks am 11. März 1955 in seinem geliebten „Hotel Stein“.

## Ausgewählte Schriften
- Das Faustbüchl : Goethes Faust 1. und 2. Teil für den Alltag und in österreichischer Mundart erzählt und ausgelegt / erzählt und ausgelegt von Alois Grasmayr. Verlag „Das Silberboot“, Salzburg 1949.
- Vom Reichtum der Armut. Eine Autobiographie. Hrsg. von Johann N. Aigner und Franz Paul Enzinger, Verlag der Salzburger Druckerei, Salzburg 1990.
- Die sieben Berge der Bibel. Salzburg 1943.